# Anthony Alwyn Fernandes Barreto
Anthony Alwyn Fernandes Barreto (* 22. Dezember 1952 in Goa) ist ein indischer römisch-katholischer Geistlicher und emeritierter Bischof von Sindhudurg.

## Leben
Barreto studierte am Priesterseminar St. Charles in Nagpur sowie am Priesterseminar in Pune. Er empfing am 13. Oktober 1979 das Sakrament der Priesterweihe für das Bistum Poona.
Am 5. Juli 2005 ernannte ihn Papst Benedikt XVI. zum ersten Bischof des mit gleichem Datum errichteten Bistums Sindhudurg. Die Bischofsweihe spendete ihm der Apostolische Nuntius in Indien, Erzbischof Pedro López Quintana, am 5. Oktober desselben Jahres unter freiem Himmel auf dem Gelände des Navsarni Diocesan Pastoral Centre in Sawantwadi. Mitkonsekratoren waren der Patriarch von Ostindien und Erzbischof von Goa und Daman, Filipe Neri António Sebastião do Rosário Ferrão, und der Bischof von Poona, Valerian D’Souza.
Papst Franziskus nahm am 8. Oktober 2024 seinen vorzeitigen Rücktritt an.